# Bronco Buster
Bronco Buster (TV-Titel: Rivalen im Sattel) ist ein US-amerikanischer Western aus dem Jahr 1952 von Budd Boetticher mit John Lund und Scott Brady in den Hauptrollen. Der Film wurde von Universal-International Pictures produziert.

## Handlung
Zur Freude von Dan Bream und dessen Tochter Judy kehrt Tom Moody nach einem Jahr Abwesenheit zur Rodeo-Show zurück. Der schweigsam Tom erzählt nur, dass er trotz eines gebrochenen Knöchels auftreten werde. Etwas später erkennt Tom, dass der junge Reiter Bart Eaton Interesse an Judy hat. Während der Show sieht Tom Barts Talent und bietet ihm Tipps und Ratschläge an, was Bart zunächst von sich weist. Erst als er erfährt, dass Tom der Rodeo-Champion der letzten Jahre ist, bittet er um Entschuldigung.
Bart erfährt von Dan, der bei der Show als Clown auftritt, dass Tom früher ein Hitzkopf war und sich langsam zu einem selbstsicheren Mann entwickelt habe. Später gibt er Tom gegenüber zu, dass der sein Vorbild als Rodeo-Reiter war. Tom glaubt, dass beide voneinander lernen können und willigt ein, den jungen Reiter zu fördern. Als die Show in Phoenix Station macht, lässt sich Bart von den Beleidigungen seines Gegners Dobie Carson provozieren und fängt eine Schlägerei an. Tom kann Barts Reaktion mit dessen Jugend entschuldigen und stellt ihn den erfahrenen Reitern vor. In der Show belegt Bart hinter Tom und Dobie Platz 3. Bei der abendlichen Siegerehrung erscheint Bart in einem protzigen Cowboykostüm und verkündet in einem TV-Interview, dass er der nächste Champion sein werde.
Die Show zieht weiter. Bei einer Rast sieht Bart, wie sich Tom und Judy umarmen. Beim nächsten Rodeo kleidet sich Bart erneut auffällig. Während Tom seinen Auftritt in gewohnt meisterhafter Manier absolviert, stürzt Bart bei seinem Ritt und verletzt sich am Bein. Zur Freude der Zuschauer tritt er jedoch schnell wieder auf. Abends sucht Tom Bart auf und erkennt, dass der seine Verletzung nur vorgetäuscht hat, um die Bewunderung des Publikums für seine Härte zu erlangen. Enttäuscht schlägt Tom Bart nieder, der sich aus Rache mit Judy verabredet. Die willigt gerne ein, weil sie so Tom zeigen will, dass sie nicht ewig auf den von ihr gewünschten Heiratsantrag warten will. Beim Abendessen verspricht ihr Bart ein Leben voller Abenteuer. Bei der Rückkehr küsst sie Bart vor Toms Augen.
In den folgenden Wochen verhält sich Bart immer unausstehlicher. Beim Rodeo in Calgary geht er den örtlichen Teilnehmern mit seiner Arroganz so auf die Nerven, dass sie ihm einen Streich spielen, bei dem er angeschlagen und seine Kleidung beschädigt wird. Er gibt an, von anderen Cowboys angegriffen worden zu sein, doch die Rodeo-Reiter kennen die Streiche der Männer aus Calgary. Beim Rodeo in Cheyenne wird Bart übermütig und verursacht dadurch, dass Dan von einem Bullen niedergetrampelt wird. Nun wird er von allen anderen Arbeitern geschnitten, auch Tom will, dass Bart ihn nie wieder anspricht. Der schwer verletzte Dan ruft Bart ins Krankenhaus. Dort sagt er ihm, dass er zwar ein erstklassiger Rodeo-Reiter sei. Doch ein richtiger Champion habe es nicht nötig, sich Kollegen zum Feind zu machen und sein Talent übermäßig zu bewerben. Der bedrückte Bart bittet um eine zweite Chance, Dan fordert ihn auf, den anderen seine Reue zu zeigen.
Bart trifft auf Tom, der sich betrunken hat. Er bietet seinem jungen Kollegen eine Wette um 1.000 Dollar an, dass er länger auf einem wilden Bronco bleibe als Bart. Judy hört von der Wette und eilt mit den anderen Reitern zur Arena. Bart gewinnt die Wette, doch ein wild gewordener Bulle droht, ihn auf die Hörner zu nehmen. Tom springt in die Arena und kann Bart retten. Draußen will Bart Toms Geld nicht annehmen. Er bittet vielmehr um Verzeihung für sein früheres Verhalten. Nach ihrem Handschlag verkündet Judy, dass sie und Tom verlobt seien und wird vom überraschten Tom umarmt.

## Produktion

### Hintergrund
Gedreht wurde der Film von Ende August bis zum 13. September 1951 im kanadische. Calgary, in Cheyenne (Wyoming), Pendleton (Oregon) und Phoenix (Arizona) sowie in den Universal-Studios in Universal City.
Ursprünglich war Peggy Dow für die Rolle der Judy Bream vorgesehen. Da es jedoch zu Verzögerungen bei ihrem aktuellen Projekt Im Sturm der Zeit kam, konnte sie nicht rechtzeitig zum Drehbeginn antreten und wurde durch Joyce Holden ersetzt.
Scott Brady, in der Rolle eines erfahrenen Rodeoreiters, hatte zuvor noch nie auf einem Pferd gesessen.
Die Einnahmen der Premiere des Films kam den Opfern einer Flutkatastrophe in Omaha zugute.

### Stab
Bernard Herzbrun und Robert F. Boyle oblag die künstlerische Leitung. Russell A. Gausman und Joseph Kish waren für das Szenenbild zuständig, Bill Thomas für die Kostüme, Bud Westmore für das Maskenbild. Verantwortliche Toningenieure waren Leslie I. Carey und Richard DeWeese.

### Besetzung
In kleinen nicht im Abspann erwähnten Nebenrollen traten Brooks Benedict, Jack Kelly, Olan Soulé, John Warburton und Lyn Wilde auf.

## Veröffentlichung
Die Premiere des Films fand am 18. April 1952 in Omaha statt, am 1. Mai erfolgte der allgemeine Kinostart in den USA. In der Bundesrepublik Deutschland wurde er am 9. August 1979 im deutschen Fernsehen ausgestrahlt.

## Kritiken
Das Lexikon des internationalen Films schrieb: „Western mit spektakulären Rodeo-Szenen, in dem vier seinerzeit berühmte Rodeo-Reiter (= Bronco Buster) sich selbst spielen.“
Die Filmzeitschrift Cinema befand: „B-Western mit spektakulären Rodeo-Szenen.“
Der Kritiker des TV Guide sah einen Film mit exzellentem Drehbuch und Regie, in dem reale Rodeoaufnahmen für Spannung sorgen.